# جون بروسنان
جون بروسنان (بالإنجليزية: John Brosnan)‏ (7 أكتوبر 1947، برث في أستراليا - 11 أبريل 2005، لندن في المملكة المتحدة)؛ كاتب وروائي أسترالي-بريطاني.

## روابط خارجية
- جون بروسنان على موقع IMDb (الإنجليزية)
- جون بروسنان على موقع قاعدة بيانات الفيلم (الإنجليزية)